# Le couronnement d'épines
Le couronnement d'épines è un cortometraggio del 1903 diretto da Lucien Nonguet e Ferdinand Zecca. Diciassettesimo episodio del film La Vie et la Passion de Jésus-Christ (1903), che è composto da 27 episodi.

## Trama
Una corona di spine viene premuta sulla fronte di Gesù, poi viene coperto con una veste viola ed una palma viene posta in mano per uno scettro salutano con grida.